# Cape Wanbrow
Cape Wanbrow ist ein Kap im Waitaki District der Region Otago auf der Südinsel von Neuseeland.

## Geographie
Das Kap, das aus einer rund 70 m langen und bis zu 45 m breiten, spitz zulaufenden Landzunge besteht, befindet sich 2,7 km südsüdöstlich vom Stadtzentrum von Oamaru. Zu erreichen ist das Kap von Oamaru aus über die Bushy Beach Road, die zu dem südwestlich des Kap liegenden Bushy Beach führt und von dort ein Wanderweg zu dem Kap führt.
Gut einen Kilometer nördlich des Kaps markiert ein Leuchtfeuer den Eingang zum Hafen von Oamaru.

## Geologie
Cape Wanbrow und ein Stück seines Hinterlandes ist vulkanischen Ursprungs. Die Landschaft entstand vor 40 Millionen bis 30 Millionen Jahre in einer Serien von Vulkanausbrüchen und wurde durch Erosion zur heutigen Landschaft geformt.

## Geschichte
Während des Zweiten Weltkriegs war das Kap ein Aussichtspunkt für die Armee, die landeinwärts ein Camp und an der Küste Kanonen zur Verteidigung betrieb.

## Flora und Fauna
Längsseits der Küste des Kap leben Zwergpinguine, Gelbaugenpinguine, Neuseeländische Seebären, gelegentlich werden auf den Felsen auch Seeelefanten beobachtet.